# Takao Kobayashi
Takao Kobayashi (小林隆男?) (1961-) es un astrónomo japonés aficionado.

## Biografía
Descubrió más de 2000 asteroides usando la tecnología CCD, ente los que están los asteroides Amor, (7358) Oze, (23714) 1998 EC3, (48603) 1995 BC2 y nueve asteroides troyanos. También descubrió el cometa periódico P/1997 B1 (Kobayashi), que en un principio pensó que era un asteroide.
El asteroide (3500) Kobayashi lleva ese nombre en su honor.